# راضي الجعايدي
رَاضِي بن عَبْد المَجِيد الجعَايدِي، من مواليد 30 أغسطس 1975 في مدينة ڨابس في تونس، لاعب كرة قدم تونسي سابق ومساعد مدرب بفريق سيركل بروج البلجيكي.

## مسيرته
بدأ مسيرته مع الملعب القابسي قبل أن ينتقل إلى الترجي الرياضي التونسي في عام 1992. لعب هناك حتى عام 2004 أين شكل ثنائي دفاعي متميز مع خالد بدرة. في عام 2004 انتقل إلى نادي بولتون واندرز الإنجليزي، ولعب معهم حتى عام 2006، وشارك معهم في 43 مباراة وسجل 8 أهداف، ومنذ عام 2006 وهو يلعب مع نادي برمنغهام سيتي الإنجليزي. في عام 2009، بدأ اللعب مع نادي ساوثهامبتون إلى ان اعتزل سنة 2012.
و قد بدأ باللعب مع منتخب تونس لكرة القدم في عام 1996 وشارك مع منتخب تونس لكرة القدم في كأس العالم 2002 وكأس العالم 2006 وأحرز هدفا في مرمى المنتخب السعودي.كما شارك في عدد أخر من الكؤؤس الإفريقية أهمها كأس الأمم الأفريقية 2004 والتي أحرزته تونس.
اعتزل راضي الجعايدي كرة القدم لينضم إلي ميدان التدريب خاصة في الدوري الإنجليزي من بوابة أكاديمية نادي نادي ساوثهامبتون الإنجليزي ومن ثم خاض أول تجربة احترافية في كمدرب أول في نادي هارتفورد أتلتيك الأمريكي ومساعد مدرب في نادي سيركل بروج البلجيكي.

## روابط خارجية
- راضي الجعايدي على موقع الاتحاد الدولي (مؤرشف)  (الإنجليزية)
- راضي الجعايدي على موقع الاتحاد الأوربي (الإنجليزية)
- راضي الجعايدي على موقع قاعدة بيانات كرة القدم.إي يو (الإنجليزية)
- راضي الجعايدي على موقع ناشيونال فوتبول تيمز (الإنجليزية)
- راضي الجعايدي على موقع Soccerbase.com (لاعب) (الإنجليزية)
- راضي الجعايدي على موقع عالم كرة القدم.نت (الإنجليزية)
- راضي الجعايدي على موقع كووورة
- راضي الجعايدي على موقع أوليمبيديا (الإنجليزية)